# Newfane
Newfane är en kommun (town) i Windham County i delstaten Vermont, USA. Newfane är huvudort (county seat) i Windham County. Vid folkräkningen år 2000 bodde 1 680 personer på orten. Den har enligt United States Census Bureau en area på totalt 104,6 km² varav 0,4 km² är vatten. 